# NGC 7102
| Galáxia espiral NGC 7102 |                                                                                      |
|                          |                                                                                      |
| Dados do catálogo:       |                                                                                      |
| Classificação do objeto: | SB                                                                                   |
| Brilho superficial       | 13,1                                                                                 |
| Massa (Sol=1)            | ----                                                                                 |
| Outras denominações:     | CGCG 402.013, UGC 11786, MCG+01-55-008, GC 6003, IRAS 21372+0603, PGC 67120, etc etc |

NGC 7102 é uma galáxia espiral classificada como Galáxia espiral barrada, e situada na direção da constelação de Pégaso. Possui uma magnitude aparente de 12,9, uma declinação de +06º 17' 09" e uma ascensão reta de 21 horas 39 minutos e 44,5 segundos.
A galáxia se localiza a 224 milhões de anos-luz de distância.